# Bongi Mbonambi
Mbongeni Theo Mbonambi (Belén, 7 de enero de 1991) es un jugador sudafricano de rugby que se desempeña como hooker y juega en los Sharks del euroafricano United Rugby Championship. Es internacional con los Springboks desde 2016.

## Carrera
Hizo su debut como profesional con los Bulls durante el Super Rugby 2012 contra los Crusaders.
Debutó en la Currie Cup con los Blue Bulls en 2012 y jugó con ellos hasta 2014. Desde 2015 juega, el campeonato de su país, con Western Province.

## Selección nacional
Fue miembro de los Baby Boks y compitió en el Mundial de Italia 2011.
Allister Coetzee lo convocó a los Springboks para disputar los test matches de mitad de año 2016 y debutó contra el XV del Trébol. En total lleva 67 partidos jugados y 65 puntos marcados, producto de trece tries.
Mbonambi fue nombrado en el equipo de Sudáfrica para la Copa Mundial de Rugby de 2019. Sudáfrica ganó el torneo y derrotó a Inglaterra en la final. En 2023 fue seleccionado de nuevo para la Copa Mundial de Rugby de 2023, donde Sudáfrica ganó de nuevo el torneo derrotando en la final a Nueva Zelanda.

### Participaciones en Copas del Mundo
Rassie Erasmus lo trajo a Japón 2019 como suplente de Malcolm Marx, pero Mbonambi terminó ganándose la titularidad. En 2023 fue llamado de nuevo para Francia 2023.
| Mundial                       | Sede    | Resultado | PJ | Tries |
| ----------------------------- | ------- | --------- | -- | ----- |
| Copa Mundial de Rugby de 2019 | Japón   | Campeón   | 6  | 3     |
| Copa Mundial de Rugby de 2023 | Francia | Campeón   | 6  | 0     |

## Palmarés y distinciones notables
- Rugby Championship 2019[4]
- Copa Mundial de Rugby de 2019[5] y de 2023